# Culture du Burundi
 (août 2018).
Si vous disposez d'ouvrages ou d'articles de référence ou si vous connaissez des sites web de qualité traitant du thème abordé ici, merci de compléter l'article en donnant les références utiles à sa vérifiabilité et en les liant à la section « Notes et références ».

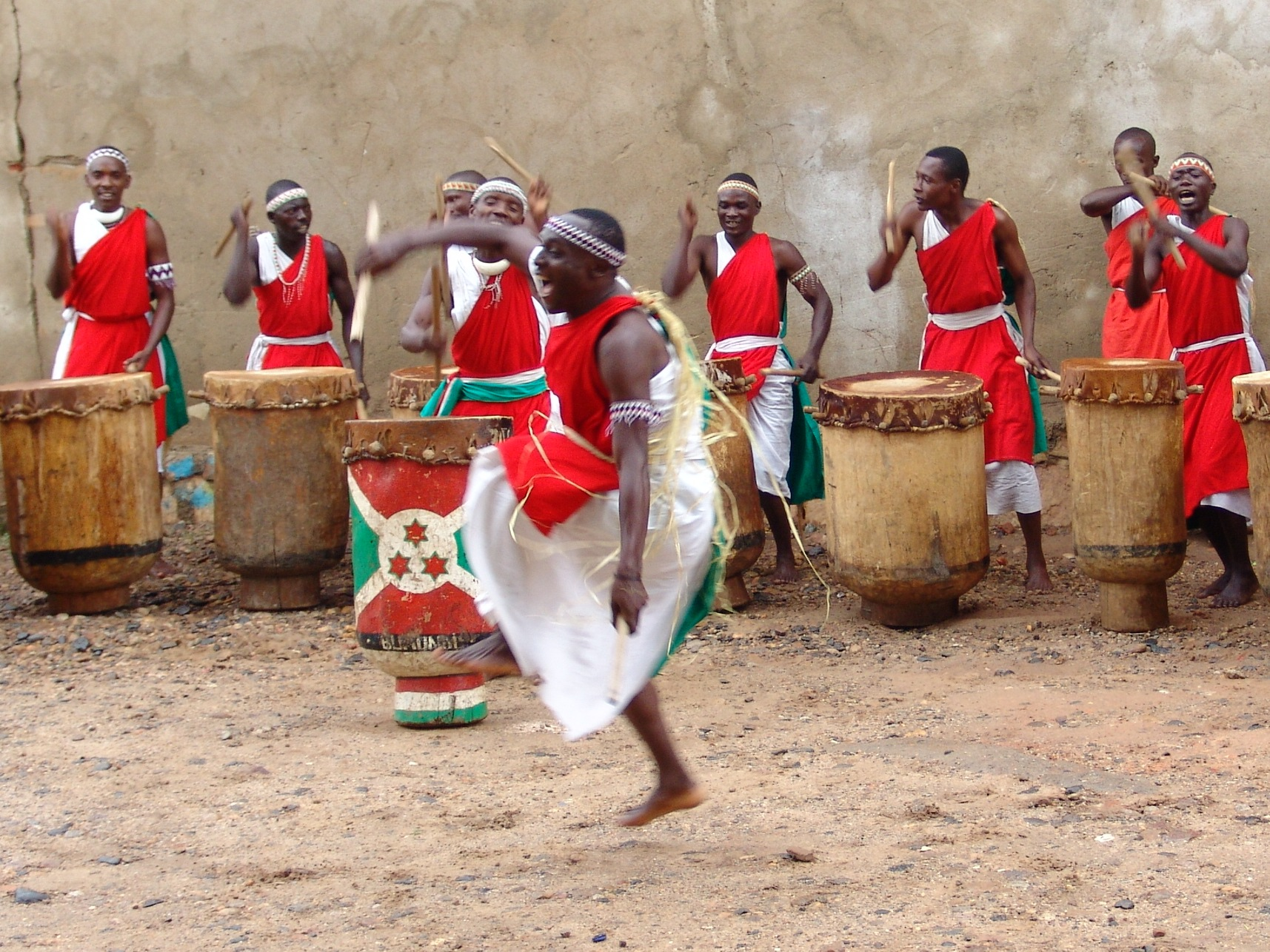
Tambourinaires à Bujumbura

La culture du Burundi (Afrique de l'Est) désigne d'abord les pratiques culturelles observables de sa population (près de 13 millions en 2024, pour 10 en 2015 et 3 en 1965).

## Langues et peuples
- Langues au Burundi, dont les deux langues officielles, le kirundi et le français, à côté du swahili et de l'anglais.
- 98 % de la population utilise le kirundi
- Groupes ethniques au Burundi : (Hutus, Tutsis), Twa (<1 %), et éventuellement Ganwa (Abaganwa, Bezi/Butare/Bataga/Bambutsa)
- Population de l'Afrique des Grands Lacs
- Liste des groupes ethniques d'Afrique, Langues en Afrique
- Francophonie

## Traditions

### Religion(s)
- Généralités
  - Religions traditionnelles africaines, Animisme, Fétichisme, Esprit tutélaire, Mythologies africaines
  - Religion en Afrique, Christianisme en Afrique, Islam en Afrique
  - Islam radical en Afrique noire
  - Anthropologie de la religion
- Religion au Burundi
  - Christianisme (75-91 %), catholicisme (60 %), protestantisme (20 %), dont anglicanisme, pentecôtisme, méthodisme, kimbanguisme, quakerisme, adventisme...
  - Islam en Ouganda (2-10 %), Sunnisme, Chiisme, Soufisme, Charia
  - Autres : Baha'isme au Burundi (en), hindouisme, bouddhisme...
  - Liberté de religion au Burundi (en)[1],[2],[3]
  - Athéisme, Irréligion (<1 %)
  - Religions indigènes (15-20 % officiellement), Kubandwa (pl), Imana, culte de Kiranga (sv)[4], souvent appelé sorcellerie par les religions chrétiennes et musulmanes mais reste la "vraie" spiritualité burundaise.

### Symboles
- Armoiries du Burundi
- Drapeau du Burundi
- Burundi bwacu, hymne national, depuis 1962
- Lion, emblème animal
- Unité, Travail, Progrès, devise nationale

### Folklore et Mythologie
- Ndagara[Quoi ?]
- Jan Vansina, La légende du passé. Traditions orales du Burundi. (1974)[5]
- Légendes historiques du Burundi. Les multiples visages du roi Ntàre, présentées par Claude Guillet et Pascal Ndayishinguje
- L'arbre-mémoire. Traditions orales du Burundi[6], études dirigées par Léonidas Ndoricimpa et Claude Guillet

### Fêtes
- Jours fériés au Burundi
- Semaine belge, semaine allemande
- Fête de la musique, festival de la paix, journée internationale de la francophonie
- Pam Awards[7]

## Vie sociale

### Famille
- Muryango, clan-lignage-famille
- Nom de famille, Nom personnel

### Société
- Personnalités burundaises

### Éducation
- Système éducatif au Burundi
- Université au Burundi

### Divers
- Droits de l'homme au Burundi
- Droits LGBT au Burundi
- Trafic d'êtres humains au Burundi (en)
- Prostitution au Burundi (en)
- Avortement au Burundi (en)

### État
- Histoire du Burundi
- Politique au Burundi
- List of wars involving Burundi (en)
- Liste de massacres au Burundi (en)
- Rapport 2016 d'Amnesty International

## Arts de la table

### Cuisine(s)
- Cuisine burundaise, Cuisine africaine
- Patate douce ikijumbu, Pomme de terre ikiraya, Colocase iteke, Igname, Manioc, Éleusine, Banane igitoke, Haricot igiharage, Petit pois ubushaza, Arachide, Sésame, Sorgho, Maïs
- Ubugari (boule de manioc)[8]
- Pâtes à base d'éleusine ou de sorgho
- Poisson, ndagala, tilapia, kuhé, perche, capitaine...
- Laitages et fromages
- Fruits, glaces, sorbets, miel
- Malewa
- Cuisine lugbara (en)

### Boisson(s)
- Eau, plate ou gazeuse
- Sodas
- Boissons fruitées non gazeuses
- Thé, Café, thé russe (thé-café), infusion de citronnelle
- Bière traditionnelle artisanale pombe (de banane,sorgo, éleusine, miel...), ou bière occidentale industrielle (Brrarudi, Primus, Amstel, ou importées)
- Boisson distillée locale, Waragi (manioc, banane, millet, canne à sucre), parfois frelatée

## Santé
Santé au Burundi (en)
- Accès à l'eau, traitement des eaux, réservoirs, irrigation
- Dénutrition, malnutrition, famines
- Malaria, fièvre jaune, HIV/Aids, maladies dentaires
- Mortalité maternelle et infantile

### Activités physiques

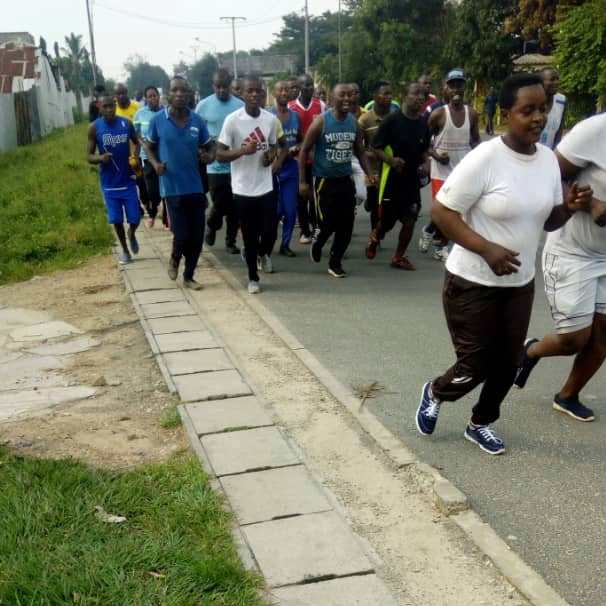
Pratique sportive mixte à Bujumbura.

- Marche, athlétisme
- Sports d'eau
- Jeux de ballon

### Jeux populaires
- Kibuguzo ou ikibuguzo, un style de jeu mancala.

### Sports

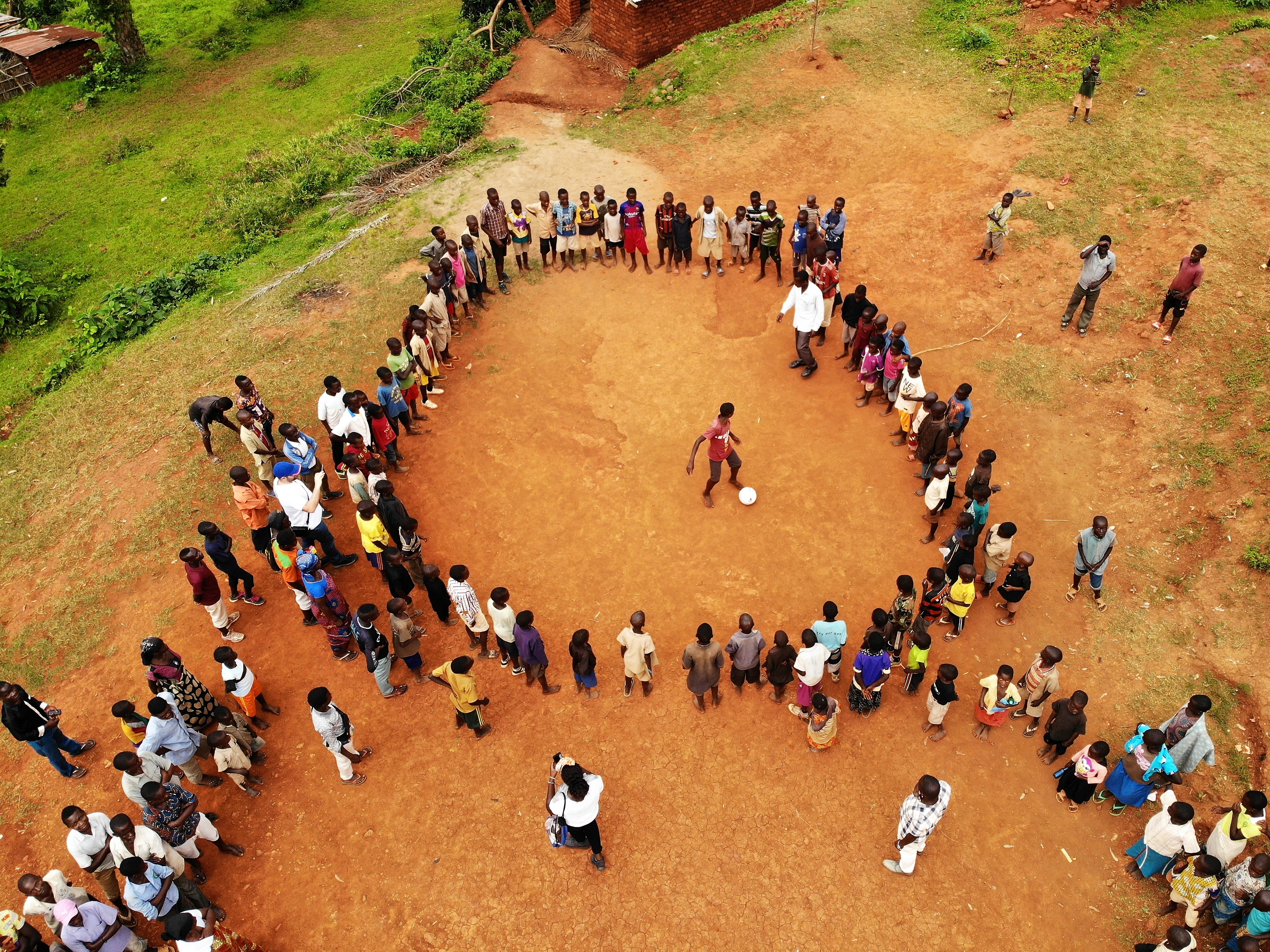
Écoliers venant de recevoir pour la première fois un véritable ballon de football.

- Sports au Burundi, athlétisme, basket-ball, football, hand-ball, rugby, boxe, judo, tennis, volley-ball
- Sportifs burundais, Sportives burundaises
- Burundi aux Jeux olympiques
- Burundi aux Jeux paralympiques
- Jeux africains ou Jeux panafricains, depuis 1965, tous les 4 ans (...2011-2015-2019...)

### Arts martiaux
- Liste des luttes traditionnelles africaines par pays

## Médias
En 2017, le classement mondial sur la liberté de la presse établi chaque année par Reporters sans frontières situe le Burundi au 160e rang sur 180 pays. La répression contre les médias est quotidienne entre 2015 et 2020 : harcèlement judiciaire, emprisonnement de journalistes, tirs à l’arme lourde contre les radios.
- Communications au Burundi (en)
- Journalistes burundais

La situation se stabilise à la suite de l'élection de Ndayishimiye, certains journalistes étant notamment libérés. Le Burundi est en 2024 au 108e rang de la liberté de la presse.

### Presse écrite
- Liste de journaux au Burundi (en)

### Radio
- Radio-Télévision nationale du Burundi
- Liste des stations de radio au Burundi

### Télévision
- Télévision au Burundi (en)
- Radio-Télévision nationale du Burundi
- Télé-Renaissance, depuis 2008

## Littérature
- Littérature burundaise (en)
- Littérature orale
  - devinettes bisokozo, collectées par Jean-Baptiste Nenta Hokaja (1920-1996)
  - chantefables igitito, collectées par Firmin Rodegem (1921-1991)
  - contes imigani
  - éloges amazina
  - pastorales ibicuba/imivoivoto
  - proverbes imigani
- littérature écrite publiée :
  - Anselme Nindorera (?-1993), Les Tourments d'un roi (1993), Le vers est dans le fruit (2018)
  - Joseph Cimpaye (en) (1929-1972), L'homme de ma colline (réédité en 2013), premier roman burundais
  - Michel Kayoya (1934-1972)[13], Sur les traces de mon père. Jeunesse du Burundi à la recherche des valeurs (1968), Entre deux mondes. Sur les routes du développement (1970), Entre deux mondes (1971), Si, amici miei (1977)
  - Sébastien Katihabwa (1947-)[14], Magume ou les ombres du sentier (1992), La Revanche du destin (2006)
  - Esther Kamatari (1951-), princesse royale (en exil), mannequin, écrivaine, Princesse des Rugo. Mon histoire
  - Colette Samoya Kirura (1952-), politique, diplomate, militante, La femme au regard triste
  - Melchior Mbonimpa (1955-), Le totem des Baranda (2002), Au sommet du Nanzerwé, il s’est assis et il a pleuré (2020)
  - Marie Louise Sibazuri (1960-), metteure en scène, Umubanyi niwe muryango (Ton voisin fait partie de ta famille)
  - Perpétue Nshimirimana (en) (1961-),  Lettre à Isidore (2004)
  - Ketty Nivyabandi (1978-), poétesse
  - Francis Muhire (1985-)[15], compositeur, Le rêve de rêve (2009), Petit pays (2012), Bouge à Buja (2012), Métis (2012)
  - Roland Rugero (1986-)[16], Les Oniriques (2007), Le Sourire et l'enfant (2009), La peine de vie (2010), Baho ! (2012)
  - Agnès Ndirubusa, reporter de guerre

## Artisanats
- Arts appliqués, Arts décoratifs, Arts mineurs, Artisanat d'art, Artisan(s), Trésor humain vivant, Maître d'art
- Artisanats par pays, Artistes par pays

Les savoir-faire liés à l’artisanat traditionnel relèvent (pour partie) du patrimoine culturel immatériel de l'humanité.
Mais une grande partie des techniques artisanales ont régressé, ou disparu, dès le début de la colonisation, et plus encore avec la globalisation, sans qu'elles aient été suffisamment recensées et documentées.

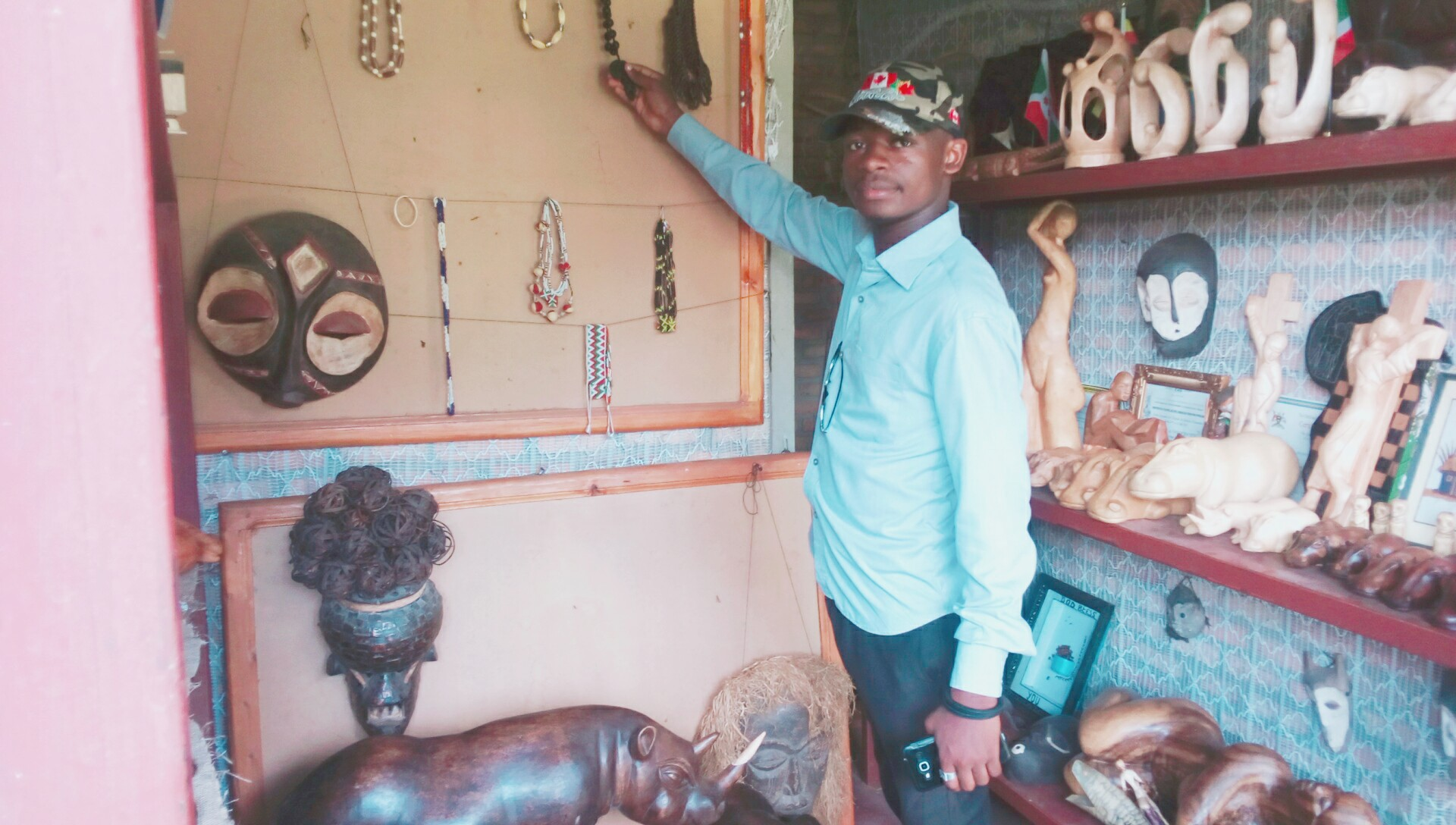
Vente d'artisanat.

- Sculpture sur pierre, bougeoirs, mortiers, objets décoratifs
- Sculpture sur bois, statues, statuettes, panneaux, pots
- Calebasses
- Poterie
- Instruments et ustensiles métalliques
- Vannerie, paniers, nattes, corbeilles
- Corderie
- Bijouterie
- Tissu, écorce de ficus, amerikani, wax, kanga

## Arts visuels
- Arts visuels, Arts plastiques, Art brut, Art urbain
- Art africain traditionnel, Art contemporain africain
- Artistes par pays
- Rapport Africa Art Market Report (2014)

### Artistes visuels burundais
- Artistes burundais
- Union des artistes et créateurs burundais
- Collectif d'art Maoni (depuis 2000)
- Ka Darisii, Christ Berty, Karisabiye Nino Gomez, Daniel Kibamba, Oleg Dave, Inarunyonga Delice Lella,

.MUHIZIWINTORE Aimé Quintin

### Peinture
- Pierre-Claver Sendegeya[17], Jonathan Nisubire, Fidélie Bivugire, Chris Bujiriri, Nelson Niyakire

### Sculpture
- Gabriel Marira, Sylvestre Ngendakumana, Bernard Bigendako, Lazare Rurekana Gitega
- Trésor kantore

 gitega

### Architecture
- Architecture traditionnelle, inzu, rugo, hutte circulaire, case rectangulaire ou maison carrée ibanda[18]
- Architecture coloniale
- Architecture après l'indépendance

### Photographie
- Teddy Mazina (1972-)
- Jooris Ndongozi Nkuzimana, Gustave Ntakara, Aimé Ntakiyica[19], Arnaud Gwaga Mugisha[20], Christian Mbanza[21],[22], Nelson Niyakire, Martina Bacigalupo[23]

## Arts du spectacle
- Spectacle vivant, Performance, Art sonore
- Institut français

### Musique(s)

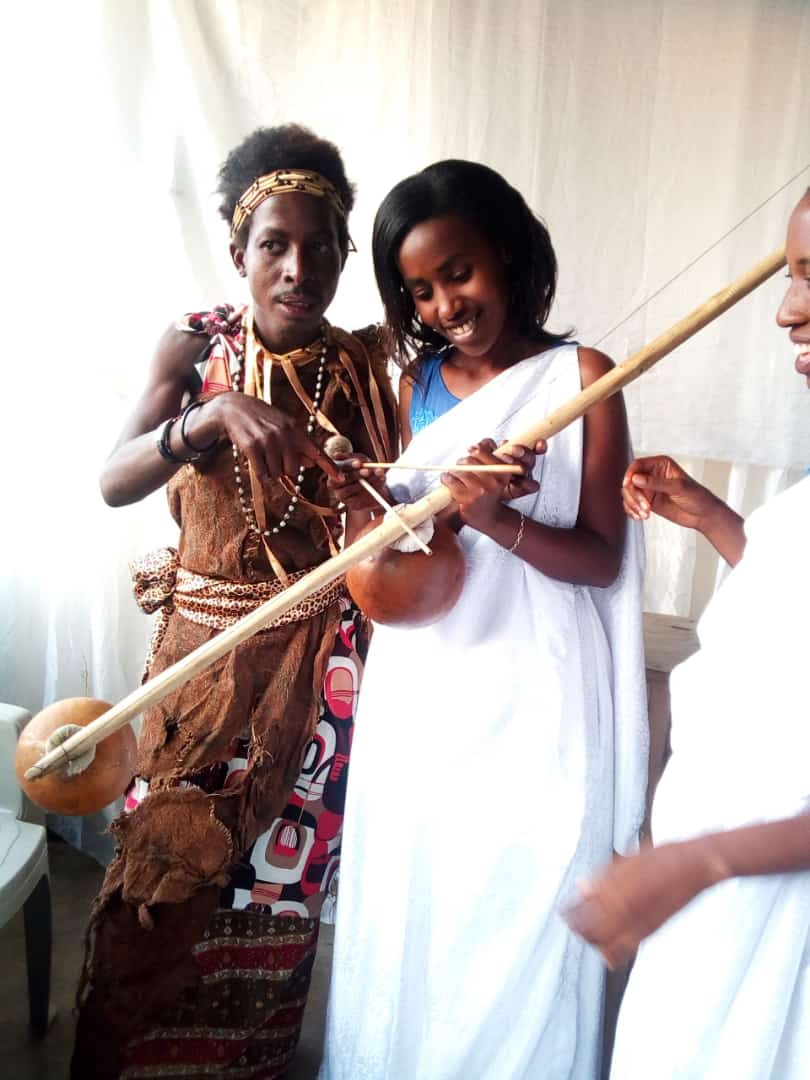
Jeune femme jouant de l'.

- Catégorie:Musique par pays, Improvisation musicale
- Musique du Burundi (en)
- Musiciens burundais
- Musiques traditionnelles accompagnées de danses, pour chaque manifestation sociale
- Instruments traditionnels, Inanga (cithare), Amayugi (grelots), Ikembe (lamellophone), Indingiti (vièle), Ingoma (tambour), Inzamba (trompe), umuduri (en) (arc musical), Umwironge (flûte)...
- Tambourinaires du Burundi
- Chants religieux : gospel
- Musiques modernes et actuelles : jazz, hiphop, RnB, Dancehall

### Danse(s)
- Liste de danses
- Danses traditionnelles du Burundi[24], agasimbo, amayaya, igisuru, ihunja, imisambi, ubusambiri, umutsibo, umuyebe, umwiyereko, urwendengwe, danse des Intore, danse danse des batimbos...
- Danses actuelles, hiphop, break danse...

### Théâtre
- Improvisation théâtrale, Jeu narratif
- Théâtre en salle, théâtre radiophonique, radio-théâtre civique, campagnes de sensibilisation, ateliers
- Nombreuses troupes, dont Geza aho[25], Pilipili, Lampyre...
- Groupes rassembleurs, Tubiyage[26], Ninde

### Autres: marionnettes, mime, pantomime, prestidigitation
- Formes mineures des arts de scène
- Arts de la rue, Arts forains, Cirque,Théâtre de rue, Spectacle de rue,
- Marionnette, Arts pluridisciplinaires, Performance (art)…
- Arts de la marionnette au Burundi sur le site de l'Union internationale de la marionnette

### Cinéma
- Liste de films burundais (en)
- Réalisateurs burundais
- Films burundais
- Léonce Ngabo (1951-), Gito, l'ingrat (1992), En attendant le retour des éléphants (2009)
- Joseph Bitamba, Le Métis. Enfants de la rue au Burundi (1996)
- Benjamin Ntabundi, Le Carnet noir (1996)
- Philippe de Pierpont, Maisha ni karata (La vie est un jeu de cartes (2004)
- Jean-Charles l'Ami, Pour mieux s'entendre (2004)
- Lydia Ngakuro, Bulaya, qu'as-tu fait de mon enfant ? (2004)
- Charles-Edgar Mbanza, Inzu. Une maison pour Kadogo (2005)
- Ivan Goldschmidt, Na Wewe (2010)
- Ramirez F., Rolot C., Histoire du cinéma colonial au Zaïre, Rwanda et Burundi, Tervueren, Musée royal de l’Afrique centrale, 1985

### Autres
- Vidéo, Jeu vidéo, Art numérique, Art interactif
- ONG RAPEC - Réseau africain des promoteurs et entrepreneurs culturels
- Société africaine de culture, association (SAC, 1956), devenue Communauté africaine de culture (CAC)
- Congrès des écrivains et artistes noirs (1956)
- Festival mondial des arts nègres (1966, 2010)

## Tourisme
- Tourisme au Burundi
- Attractions touristiques au Burundi, Aspects du tourisme au Burundi
- Conseils (diplomatie.gouv.fr) aux voyageurs pour le Burindi
- Conseils (international.gc.ca) aux voyageurs pour le Burundi
- Artisanat exportable, vannerie, corderie, poterie, fer, bois

## Patrimoine
Le programme Mémoire du monde (UNESCO, 1992) n'a rien inscrit pour ce pays dans son registre international Mémoire du monde (au 15/01/2016).

### Musées et autres institutions
- Liste de musées au Burundi.

### Liste du Patrimoine mondial
Le programme Patrimoine mondial (UNESCO, 1971) a inscrit dans sa liste du Patrimoine mondial (au 12/01/2016) : Liste du patrimoine mondial au Burundi (10 sites).
- Liste des aires protégées au Burundi

### Liste représentative du patrimoine culturel immatériel de l’humanité
Le programme Patrimoine culturel immatériel (UNESCO, 2003) a inscrit dans sa liste représentative du patrimoine culturel immatériel de l'humanité (au 15/01/2016) :
- 2014 : La danse rituelle au tambour royal[27].

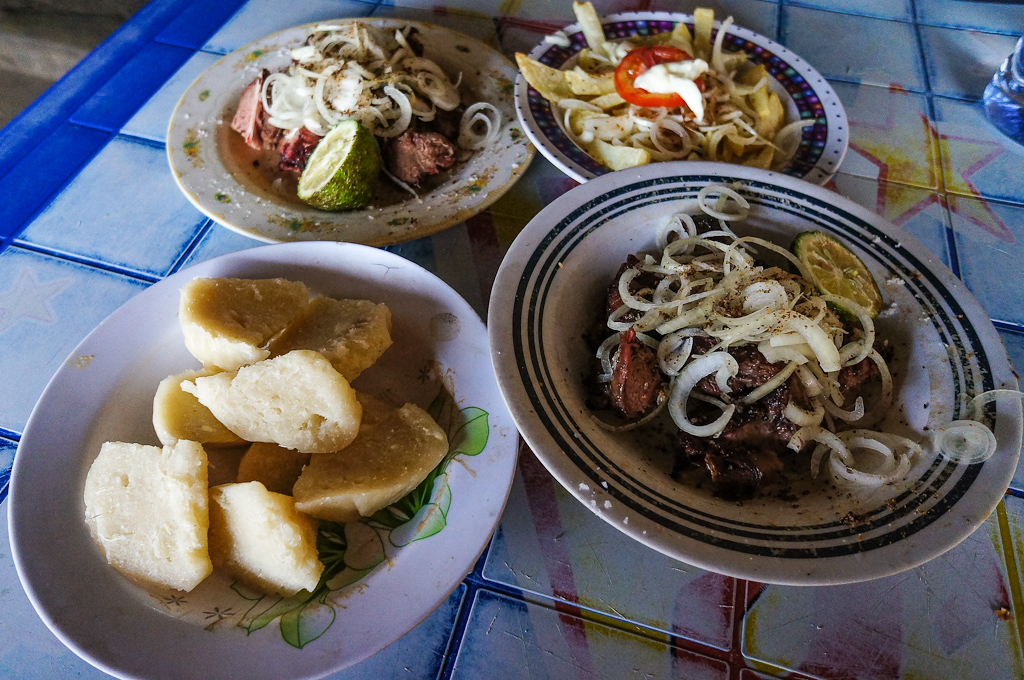
Viande grillée et manioc

### Discographie
- Les maîtres-tambours du Burundi, Arion, Paris, 1986 (enreg. 1981)
- Tambours du Burundi : musiques et chants (Batimbo), ARC Music Productions, East Grinstead, West Sussex, 2007 (enreg. 2006)
- Burundi : musiques traditionnelles, Fonti musical, 1997

### Filmographie
- Les Pentecôtistes du Burundi, film documentaire de Joseph Bitamba et Guillaume Tunzini, Lorelei, Odyssée, RTNB (Burundi), 1999, 26'